# Aphilorheithrus pauxillus
Aphilorheithrus pauxillus är en nattsländeart som beskrevs av Arturs Neboiss 1977. Aphilorheithrus pauxillus ingår i släktet Aphilorheithrus och familjen Philorheithridae. Inga underarter finns listade i Catalogue of Life.